# Championnats d'Europe de dressage 1977
Navigation
Édition précédente Édition suivante
Les championnats d'Europe de dressage 1977, huitième édition des championnats d'Europe de dressage, ont eu lieu en 1977 à Saint-Gall, en Suisse. L'épreuve individuelle est remportée par la Suisse Christine Stückelberger et l'épreuve par équipe par l'Allemagne de l'Ouest.